# Joseph de Maimieux
Joseph de Maimieux (geb. 1753; gest. 1820) war ein französischer Schriftsteller.

## Leben und Wirken
Joseph de Maimieux wurde 1753 geboren. Er ist vor allem für seine Arbeit an einer nicht an die Wiedergabe von Lauten gebundenen Schrift bekannt, einem Versuch zu einer Art von Universalschrift, die er „Pasigraphie“ nannte. Während der Revolutionszeit emigrierte er nach Deutschland und war dort Infanteriemajor. 1797 kehrte er nach Paris zurück. Er war Mitglied der kurzlebigen Société des observateurs de l’homme und verschiedener weiterer wissenschaftlicher Akademien. Sein Buch Pasigraphie, premiers élémens du nouvel art-science d’écrire et d’imprimer en une langue de manière à être lu et entendu dans toute autre langue sans traduction (dt. unter dem Titel Pasigraphie oder Anfangsgründe der neuen Kunst-Wissenschaft in einer Sprache alles so zu schreiben und zu drucken, dass es in jeder anderen ohne Übersetzung gelesen und verstanden werden kann) kam gleichzeitig 1797 in Französisch und Deutsch in Paris heraus („Im Bureau der Pasigraphie“). Das Vorwort dazu schrieb Roch-Ambroise Cucurron Sicard.
Er ist Verfasser einer Reihe philosophischer und literarischer Werke. Er schrieb auch unter dem Pseudonym La Bractéole. Er starb 1820.

## Werke (Auswahl)
- 1788: Éloge philosophique de l’impertinence
- 1788: Le Comte de Saint-Méran ou Les nouveaux égaremens du coeur et de l’esprit. Londres, Paris Chez Leroy, Libraire
- 1789: Souvenirs d’un homme du monde ou recueil de pensées diverses, d’observations, de bons mots, de faits singuliers, d’anecdotes & d’opuscules. A Leipsick, chez Veltheim et à Paris, chez Maradan, 1789
- 1797: Pasigraphie, premiers élémens du nouvel art-science d’écrire et d’imprimer en une langue de manière à être lu et entendu dans toute autre langue sans traduction; inventés et rédigés par J.*** de M***, ancien Major d’infanterie allemande.
  - Pasigraphie oder Anfangsgründe der neuen Kunst-Wissenschaft in einer Sprache alles so zu schreiben und zu drucken, dass es in jeder anderen ohne Übersetzung gelesen und verstanden werden kann
- 1800: Pasigraphie et pasilalie, (Paris, an VIII)
- 1802: Épître familière au sens commun sur la pasigraphie et la pasilalie
- 1803: Propylée
- 1808: Carte générale pasigraphique.
- 1811: Céleste Paléologue, roman historique, traduit du grec